# Ферраль-ле-Корбьер
Ферра́ль-ле-Корбье́р (фр. Ferrals-les-Corbières) — коммуна во Франции, находится в регионе Лангедок — Руссильон. Департамент коммуны — Од. Входит в состав кантона Лезиньян-Корбьер. Округ коммуны — Нарбонна.
Код INSEE коммуны — 11140.

## Население
Население коммуны на 2008 год составляло 1076 человек.
| 1962 | 1968 | 1975 | 1982 | 1990 | 1999 | 2008 |
| ---- | ---- | ---- | ---- | ---- | ---- | ---- |
| 1053 | 1080 | 1057 | 972  | 1019 | 1004 | 1076 |

## Экономика
В 2007 году среди 634 человек в трудоспособном возрасте (15—64 лет) 430 были экономически активными, 204 — неактивными (показатель активности — 67,8 %, в 1999 году было 69,6 %). Из 430 активных работали 378 человек (210 мужчин и 168 женщин), безработных было 52 (22 мужчины и 30 женщин). Среди 204 неактивных 45 человек были учениками или студентами, 81 — пенсионерами, 78 были неактивными по другим причинам.